# Donald Meltzer
Donald Meltzer, né le 15 août 1922 à New York et mort le 13 août 2004 à Oxford, est un psychiatre et psychanalyste d'origine américaine.

## Formation
Il fait des études de médecine à l'université Yale, puis se spécialise en psychiatrie, notamment dans le service psychiatre infantile de la Dre Lauretta Bender au Bellevue Hospital. Il se forme à la psychanalyse en 1954, au sein de la Société britannique de psychanalyse, où il est proche des théorisations de Melanie Klein, avant d'orienter ses recherches dans une perspective proche de Wilfred Bion. Il a enseigné pendant plus de 20 ans à la Tavistock Clinic.
Il y travaille en étroite collaboration avec Wilfred Bion, Roger Money-Kyrle, Esther Bick, et Martha Harris, son épouse.

## Autisme
Il est connu pour son travail sur l'autisme, et souvent cité comme référence complémentaire au travail de Frances Tustin par Jean Bégoin notamment.[réf. nécessaire]
Il initie la notion de « claustrum », et celle d'« identification adhésive », en prolongement de la notion créée par Melanie Klein et développée par Bion d'identification projective).

## Publications
- Le Processus psychanalytique, 1967
- Les Structures sexuelles de la vie psychique, Paris, Payot, 1977  (ISBN 2228118206) ;
- Explorations dans le monde de l'autisme, Paris, Payot, 2004  (ISBN 2228896462) ;
- Le Développement kleinien de la psychanalyse Freud — Klein — Bion, Bayard, 1994, trad. Pierre Geissmann & Maurice Despinoy  (ISBN 222723301X)
- Le Monde vivant du rêve, Lyon, Césura 1995,  (ISBN 2905709669) ;
- Études pour une métapsychologie élargie. Applications cliniques des idées de Wilfred R. Bion, 2006, éd. du Hublot,  (ISBN 2912186269).
- L'Appréhension de la beauté. Le rôle du conflit esthétique dans le développement psychique, la violence, l'art, avec Meg Harris Williams, 2000, éd. du Hublot,  (ISBN 2912186110) ;
- Le Claustrum. Une exploration des phénomènes claustrophobiques, éd. du Hublot; 2000, 2005.
- Un modèle psychanalytique de l'enfant dans sa famille dans la communauté, 2004, Éd. "Collège de psychanalyse groupale et familiale", 2004,  (ISBN 2-911474-35-X)
- (en) Sincerity and Other Works : collected papers of Donald Meltzer 1955-1989, Karnak, 1994  (ISBN 978-1855750845)